# Mohamed Sarhan
Mohamed Sarhan es un deportista egipcio que compitió en levantamiento de potencia adaptado. Ganó una medalla de plata en los Juegos Paralímpicos de Barcelona 1992, en la categoría de +100 kg.

## Palmarés internacional
| Juegos Paralímpicos | Juegos Paralímpicos | Juegos Paralímpicos | Juegos Paralímpicos |
| Año                 | Lugar               | Medalla             | Categoría           |
| ------------------- | ------------------- | ------------------- | ------------------- |
| 1992                | Barcelona (España)  | Medalla de plata    | +100 kg             |